# Лемёшинское (озеро)
Лемёшинское — озеро в Мишеронском городском поселении Шатурского района Московской области, у деревни Лемёшино.

## Физико-географическая характеристика
Происхождение озера предположительно метеоритное. Котловина имеет воронкообразную форму
Площадь — 0,06 км² (5,9 га), длина — около 270 м, ширина — около 220 м. Берега озера отлогие, низкие. На восточном берегу находится дубовая роща.
Глубина — 2-4 м, максимальная глубина достигает 4 м. Дно песчаное, покрыто небольшим слоем ила. Вода прозрачная с светло-коричневой окраской.
В настоящее время озеро сильно зарастает. Среди водной растительности распространены тростник, осока, элодея, рдесты, также встречается камыш, стрелолист, кубышка, кувшинка, ряска, хвощ, водокрас лягушачий, частуха подорожниковая, земноводная гречиха, реже — рогоз, зелёные водоросли, канадский рис и полушник озёрный. В озере обитают щука, окунь, карась, плотва, лещ, верховка, карп.
Озеро используется для рекреационных целей.